# Crossett

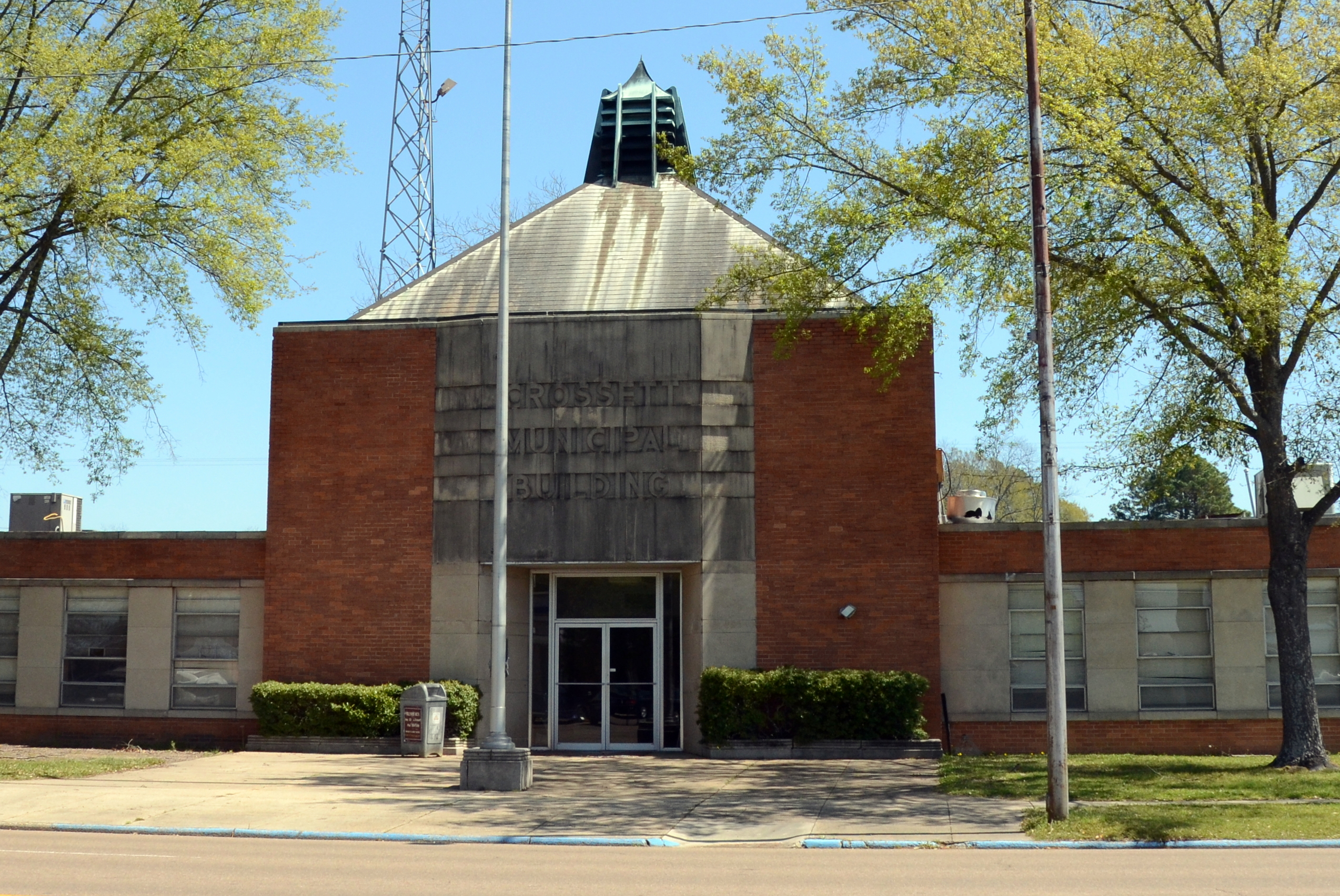
Édifice municipal de Crossett

La ville de Crossett est située dans le comté d'Ashley, dans l’État de l’Arkansas, aux États-Unis. Sa population s’élevait à 5 507 habitants lors du recensement de 2010, estimée à 5 128 habitants en 2016.

## Démographie
| 1910  | 1920  | 1930  | 1940  | 1950  | 1960  |
| ----- | ----- | ----- | ----- | ----- | ----- |
| 2 038 | 2 707 | 2 811 | 4 891 | 4 619 | 5 370 |

| 1970  | 1980  | 1990  | 2000  | 2010  | - |
| ----- | ----- | ----- | ----- | ----- | - |
| 6 191 | 6 706 | 6 282 | 6 097 | 5 507 | - |

## Source
- (en) Cet article est partiellement ou en totalité issu de l’article de Wikipédia en anglais intitulé « Crossett, Arkansas » (voir la liste des auteurs).

1. ↑  « Statistiques des États-Unis - Arizona - Profils des comtés de 2010 » (consulté en novembre 2020)